# 艾琳·霍钦
艾琳·苏珊娜·霍钦（英語：Erin Suzanne Houchin，1976年9月24日—）原姓芒特（Mount），为美国共和党籍政治人物，自2023年起担任印第安纳州第九国会选区联邦众议员。而在此之前，霍钦曾于2014年至2022年间担任印第安纳州参议院第47选区州参议员。

## 早年生活和教育
霍钦是印第安纳州斯科茨堡人。她先是在印第安纳大学布卢明顿校区获得了心理学学士学位，而后在乔治·华盛顿大学获得了政治管理硕士学位。

## 早年政治生涯
霍钦曾任联邦参议员丹·科茨的现场经理。她于2014年击败了现任州参议员理查德·D·扬首次当选。随后她于2016年首次参加印第安納州第九國會選區的联邦众议员选举，但在共和党初选中输给了特雷·霍灵斯沃斯。

## 联邦众议员生涯

### 2022年选举
在2022年1月13日霍灵斯沃斯宣布不再参选的第二天，霍钦便宣布将参选接替其职。2022年1月29日，霍钦宣布她将于2月4日辞任州参议员，以专注于竞选国会议员。随后她顺利赢得了共和党初选及11月8日的决选。

### 党团成员资格
- 共和党主街伙伴[13]

## 个人生活
艾琳·霍钦的丈夫达斯廷·霍钦为印第安纳州华盛顿县的一名检察官，这对夫妇共育有3名子女。达斯汀曾于2022年参选华盛顿县高等法院的法官。艾琳·霍钦为新教徒，隶属于奉行原始主义的塔博尔山基督教会。